# Яраяха (приток Енисея)
Яраяха (устар. Яра-Яха) — река в Таймырском Долгано-Ненецкком районе Красноярского края, правый приток реки Енисей. Длина реки — 16 километров, впадает в Енисей в 178 км от устья, напротив острова Магтыма.
По данным государственного водного реестра России относится к Енисейскому бассейновому округу.
- Код водного объекта — 17010800412116100110883[2]